# Pseudophysocephala meii
Pseudophysocephala meii är en tvåvingeart som beskrevs av Camras 2001. Pseudophysocephala meii ingår i släktet Pseudophysocephala och familjen stekelflugor.
Artens utbredningsområde är Guinea. Inga underarter finns listade i Catalogue of Life.